# 水关门

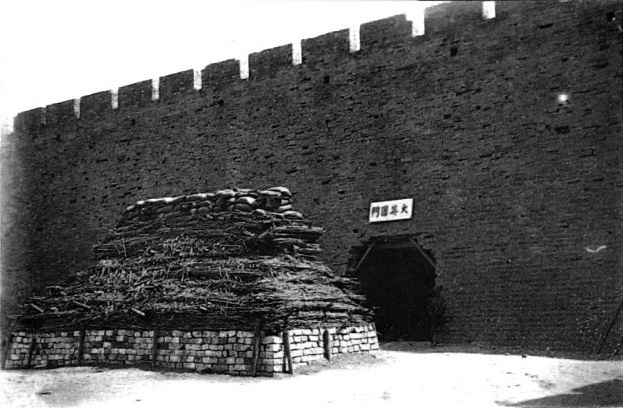
开凿水关门之前这里被开辟为“大英國門”，法军拍摄（1900年-01年）。

水关门，原址位于今北京市东城区正义路南口，是北京内城新辟城门，现已无存。

## 简介
北京内城正阳门东水关是御河的出水孔道。“庚子事变”后，随着《辛丑条约》的签订，东交民巷使馆区面积扩大，并进行了大量改建扩建。1905年，使馆区将正阳门东水关的水道盖板之后，将东水关扩建成门，无正式名称，俗称水关门，供东交民巷使馆界人员进出，便于其登上赴天津的火车，以避免类似“庚子事变”中使馆人员被困的情况再度发生。1960年代，随着北京内城城墙被拆除，水关门也一并被拆除。